# Congrès des professionnels de l'information
Pour les articles homonymes, voir CPI.
Le Congrès des professionnels de l’information (CPI) réunit chaque année des bibliothécaires, des professionnels, des spécialistes, des techniciens ou experts de l’information du Québec et de partout ailleurs afin de leur offrir de la formation continue et de discuter des enjeux de leur profession,.

## Historique
En 2016, le premier Congrès des professionnel·le·s de l’information (CPI) est organisé à la suite de la dissolution du Congrès des milieux documentaires (CMD). Différentes associations (CBPQ, SLA-SEC et ASTED) ont mis leurs efforts en commun afin d’offrir un congrès à tous les professionnels de l’information.

## Prix
Attribué autrefois par la Canadian Library Association (en) (CLA), le Prix Alvine-Bélisle est décerné annuellement par l'ASTED, depuis 1974, au meilleur livre pour enfants de l’année. À partir de 2016, la remise du prix littéraire au gagnant se fait désormais au Congrès des professionnels et professionnelles de l’information.

## Thématiques
- 2021 : Réinventons nos milieux documentaires
- 2022 : Agir ensemble vers de meilleurs services